# Molly cara
{{Dramma
|Titoloitaliano=Molly cara
|Nome= James
|Cognome= Joyce
|Dramma= 
|PostDramma= atto unico
|Immagine = Locandina Molly cara , 22° Festival dei Due Mondi di Spoleto , 1979.JPG|Locandina [[Molly cara, 22° Festival dei Due Mondi di Spoleto, 1979]]
|Titolooriginale= 
|Linguaoriginale= Inglese
|Genere= monologo
|Epocacomposizione= 1978
|Primarappresentazione= 25 gennaio 1979
|Teatro= Teatro Uomo - Milano
|Primaitaliana=
|Teatroprimaitaliana=
|Versionisuccessive= 
- 1999, Molly B. - tutti i miei sì, (in dialetto napoletano)
- 2000, Molly Bloom, Labelle
- 2011, Molly cara - Viaggio di una voce
- 2012, Molly

|Personaggi= Molly Bloom
}}
Molly cara è la riduzione teatrale, ad opera di Tino Schirinzi e Giuseppe Di Leva, di uno dei brani più celebri dell'Ulisse di James Joyce. Il flusso di coscienza di Molly Bloom, ultimo capitolo del libro, era considerato dallo stesso autore il clou dell'opera.

## Trama
Molly, svegliata in piena notte dal marito che rientra a casa, si lascia andare al flusso dei ricordi che si intersecano e si alternano, in quanto madre, figlia, moglie, amante, mostrando a tratti anche il lato maschile della sua femminilità. Idee, percezioni, emozioni e sentimenti si inseguono; argomenti e piani temporali si sovrappongono imprevedibili, senza regole logiche, addirittura senza l'uso della punteggiatura.
Un'esplosione di parole, sintassi a singhiozzo, espliciti riferimenti alla sfera sessuale; un esempio di flusso di coscienza, un fluire di pensieri in libere associazioni.

## Storia
Lo spettacolo fu ideato e pensato per Piera Degli Esposti da Tino Schirinzi e Giuseppe Di Leva che riuscirono a vincere le non poche resistenze dell'attrice, spaventata dalla difficoltà del testo.
Prodotto dalla compagnia Schirinzi - degli Esposti e dal Teatro Uomo, Molly cara va in scena al Teatro Uomo di Milano (teatro alternativo, oggi in disuso) il 25 gennaio 1979: traduzione di Giulio de Angelis, adattamento di Ettore Capriolo e regia di Ida Bassignano.
È un grande successo: grazie a Molly, Piera degli Esposti viene conosciuta dal grande pubblico e vince il Premio Ubu come migliore attrice della stagione 1978-1979. Di lei Eduardo De Filippo dopo aver visto lo spettacolo disse: “questa è o' verbo nuovo”.
Dopo una lunga tournée a Bologna, Torino, Roma, Brescia, Napoli, ecc., nello stesso anno lo spettacolo viene invitato da Giancarlo Menotti al 22º Festival dei Due Mondi di Spoleto, nello spazio del Teatrino delle sette, attualmente chiamato Teatrino delle sei, sottostante al Teatro Caio Melisso
Diventato già da quegli anni uno spettacolo cult, è stato più volte ripreso e riproposto dalla stessa attrice negli anni successivi, l'ultima nel gennaio del 2011 al Teatro Metastasio di Prato, con il titolo Molly cara - Viaggio di una voce.

## Altre produzioni
- Nel 1999, con il titolo Molly B. - tutti i miei sì, prodotto dal Teatro Stabile di Firenze, interpretato da Iaia Forte, con la regia di Carlo Cecchi e la traduzione in napoletano di Ruggero Guarino.
- Nel 2000, con il titolo Molly Bloom, Labelle, prodotto da Meta-Teatro di Roma, interpretato da Patrizia Bernardini, con la regia di Pippo di Marca.
- Nel 2012, con il titolo Molly, di nuovo al Festival dei Due mondi di Spoleto, prodotto da ArTè Teatro Stabile d'Innovazione di Orvieto, adattato e interpretato da Chiara Caselli, con la regia di Maurizio Panici.